# MARLEN
MARLEN — український гурт, створений 2015 року. Перший Склад: фронтвумен  і авторка пісень Яніна Павлова, автор пісень Сергій Романов, гітарист Віталій Жигілій (всі родом з міста Горішні Плавні. Наразі Яніна мешкае у Одесі.У 2021 році гурт став майже цілком дівочим.)

## Історія
Співпраця в цій групі тривала близько шести років та мала назву К92. Після приходу до гурту Михайла Мальованого (барабани) гурт отримав нову назву. У репертуарі гурту є пісні українською та російською мовами, а також кавер-версії англійською.
Початком історії гурту вважається 1 лютого 2015, коли гурт переміг у фестивалі Рок-Зима у Дніпрі. Восени 2015 гурт переїжджає до Києва, Яніна починає вести влог на Ютуб («Експеримент MARLEN»), знімаючи життя музикантів.
Навесні 2016 у Дніпрі гурт, завдяки допомозі мецената, знімає кліп на пісню «Дождь». Влітку 2016 гурт бере участь у шоу Х-фактор (7 сезон).
2017 року на студії ФДР записується сінгл «Ти маєш рацію», знімається кліп.
У грудні 2017 Яніна знайомиться із саундпродюсером із Дніпра Славою Шкодою.
Автор багатьох російськомовних пісень гурту, гітарист Сергій Романов зупиняє концертну діяльність і стає «хрещеним батьком» гурту, беручи участь у створенні пісень.
В осени 2018 музичний продюсер Костянтин Нівельський (Nevelskiy) робить ремікс на трек «Промені». У січні 2019 Костянтин під свій ремікс робить власний варіант кліпа, який потрапляє на музичний канал MusicBox, посідає перше місце у чарті «Свої». Три тижні поспіль ця робота трималася у першій трійці.
Третій україномовний сінгл виходить у грудні 2018.
26 січня 2019 року Яніна на день народження випускає пісню «Странние Дни».
3 травня у Кременчуці відбулася презентація альбому «Мрія». Це перший студійний альбом.